# La Veta
La Veta é uma cidade  localizada no estado americano de Colorado, no Condado de Huerfano.

## Demografia
Segundo o censo americano de 2000, a sua população era de 924 habitantes.
Em 2006, foi estimada uma população de 887, um decréscimo de 37 (-4.0%).

## Geografia
De acordo com o United States Census Bureau tem uma área de
3,2 km², dos quais 3,2 km² cobertos por terra e 0,0 km² cobertos por água. La Veta localiza-se a aproximadamente 2352 m acima do nível do mar.

## Localidades na vizinhança
O diagrama seguinte representa as localidades num raio de 48 km ao redor de La Veta.